# Eusebio Francisco Kino

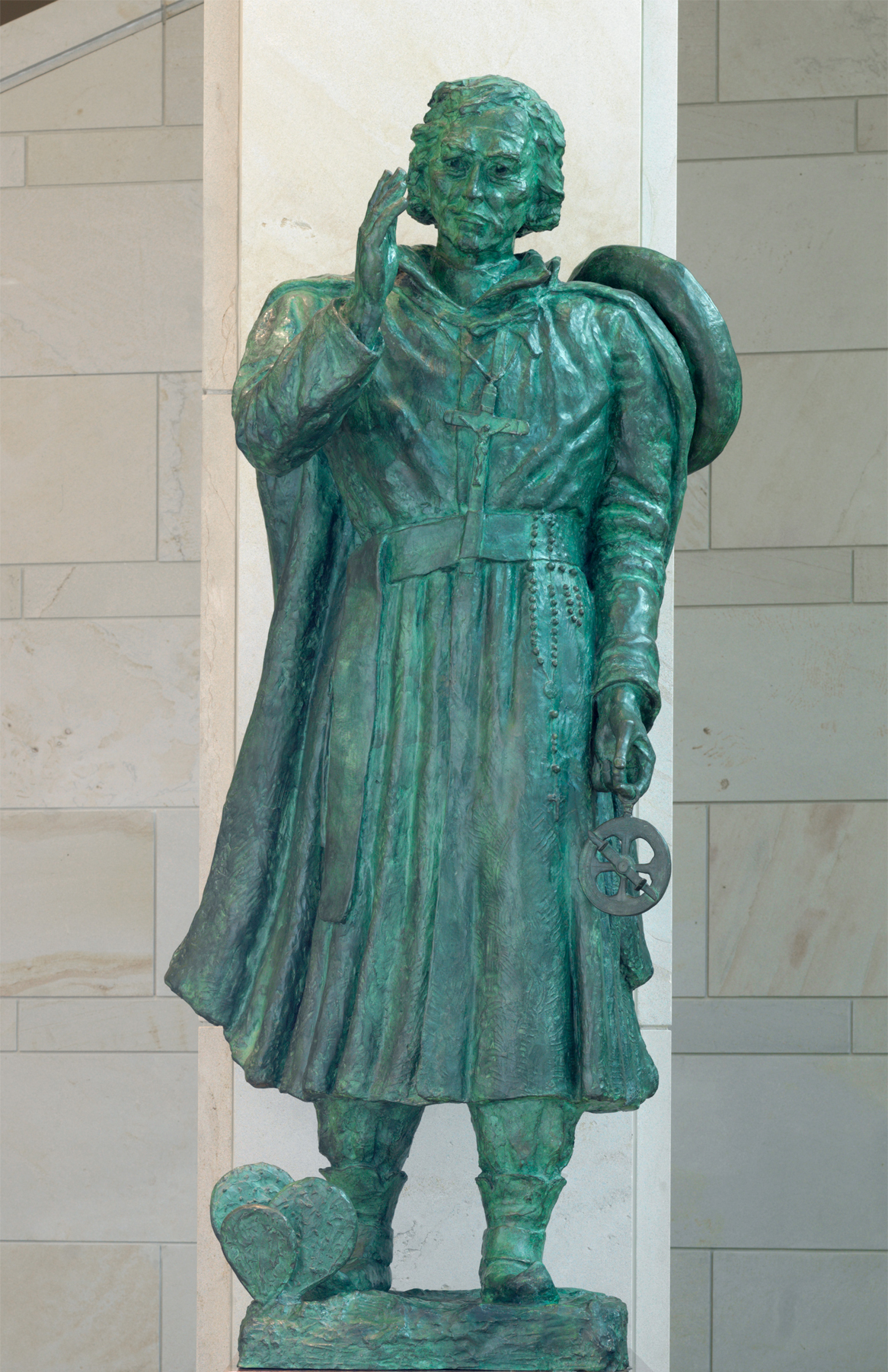
Standbeeld in de Hall of Columns in de National Statuary Hall (Suzanne Silvercruys)

Eusebio Francisco Kino (10 augustus 1645 - 15 maart 1711) was een in het huidige Italië geboren Jezuïet, cartograaf en astronoom. Hij verkende het noordwesten van Mexico en het zuidwesten van de Verenigde Staten en stichtte verschillende missieposten.
Hij kwam in januari 1681 aan in Amerika en de volgende jaren was hij actief in de missie van Baja California. Vanaf 1690 verkende hij het gebied van de Pima-indianen (La Pimeria alta) in de huidige staten Sonora (Mexico) en Arizona (Verenigde Staten). Langs de rivier Santa Cruz stichtte hij verschillende missies, waaronder Tumacácori, San Xavier del Bac en San Cosme y Damián de Tucson (het huidige Tucson). Hij ontdekte ook de ruïnes van Casa Grande en bracht de regio in kaart. Hij verkende een route door de Sonorawoestijn naar Californië, El camino de diablo. Hij overleed in 1711 in Magdalena de Kino (Sonora, Mexico) waar hij ook begraven ligt.
- Biblioteca Nacional de España: XX1188844
- Bibliothèque nationale de France: cb122190783 (data)
- Catàleg d'autoritats de noms i títols de Catalunya: 981058524377506706
- CiNii: DA06975513
- Gemeinsame Normdatei: 119167670
- International Standard Name Identifier: 0000 0000 8342 5776
- Library of Congress Control Number: n50048546
- Nationale bibliotheek van Australië: 35272672
- Nationale Bibliotheek van Israël: 987007263988505171
- Nationale Bibliotheek van Polen: a0000003364400
- Nederlandse Thesaurus van Auteursnamen: 075252708
- Réseau des bibliothèques de Suisse occidentale: 02-A016538935
- Istituto Centrale per il Catalogo Unico: CFIV174200
- SNAC: w6f192pd
- Système universitaire de documentation: 083512357
- Trove: 892078
- Virtual International Authority File: 29584765
- WorldCat: E39PBJfh7rcdRy47XcbGHFQTHC